# Жанюель Белосьян
Жанюель Белосьян (фр. Jeanuël Belocian; нар. 17 лютого 2005, Лез-Абім, Гваделупа) — французький футболіст гваделупського походження, центральний захисник леверкузенського «Баєра» і молодіжної збірної Франції.

## Ігрова кар'єра

### Клубна
Жанюель Белосьян є вихованцем футбольних клубів Гваделупи, де він починав займатися футболом у віці восьми років. Після свого переїзду до Франції, у 2020 році Белосьян приєднався до молодіжної команди «Ренна». У 2021 році футболіст підписав з клубом професійний контракт до 2024 року.
Першу гру в основі Белосьян провів у березні 2022 року, коли вийшов на заміну у другому таймі матчу проти «Меца».

### Збірна
У 2022 році у складі юнацької збірної Франції (U-17) Жанюель Белосьян брав участь у переможній для французів юнацькій першості Європи, що проходив в Ізраїлі.

## Титули і досягнення
Франція (U-17)
- Чемпіон Європи: 2022

«Баєр 04»
- Володар Суперкубка Німеччини (1): 2024

## Особисте життя
Жанюель є молодшим братом призера чемпіонатів Європи в бігу з бар'єрами Війєма Белосьяна.